# Crittografia funzionale
La crittografia funzionale è un tipo di crittografia a chiave pubblica, dove chi è in possesso della chiave segreta può imparare una funzione di ciò che è cifrato nel testo. La crittografia funzionale generalizza molte primitive crittografiche, come ad esempio la crittografia su base identità (IBE) e la crittografia su base attributi (ABE).

## Storia
La crittografia funzionale è stata introdotta ne 2005 da Amit Sahai e Brent Waters e formalizzata successivamente da Dan Boneh e Amit Sahai nel 2010. Gli schemi proposti, tuttavia, supportano solo un insieme ridotto di funzionalità: per questo motivo nel corso degli anni sono stati effettuati diversi lavori di ricerca per fornire costruzioni universali di crittografia funzionale, in grado cioè di supportare funzioni arbitrarie.

## Definizione
Uno schema a chiave pubblica è composto da tre algoritmi:
- {\displaystyle KeyGen(1^{\lambda })\rightarrow (pk,sk)}
- {\displaystyle Enc(pk,m)\rightarrow c}
- {\displaystyle Dec(sk,c)\rightarrow m}

Solo il proprietario di {\displaystyle sk} può decifrare {\displaystyle c} e ottenere {\displaystyle m}, tutti gli altri non possono ottenere nessuna informazione.
Uno schema di crittografia funzionale aggiunge un quarto algoritmo:
- {\displaystyle Setup(1^{\lambda })\rightarrow (pk,msk)}
- {\displaystyle KeyDer(msk,f)\rightarrow sk_{f}}
- {\displaystyle Enc(pk,m)\rightarrow c}
- {\displaystyle Dec(sk_{f},c)\rightarrow f(m)}

Questo quarto algoritmo permette al possessore della chiave {\displaystyle sk_{f}} di decriptare solamente una funzione del messaggio e non il messaggio per intero.
Prendiamo ad esempio in considerazione un messaggio composto da un insieme {\displaystyle N} di numeri; il possessore della chiave {\displaystyle sk_{avg}} potrà decriptare il valore della media dei valori di {\displaystyle N} senza avere accesso a nessun'altra informazione sul messaggio originale.